# Prataské ostrovy
Prataské ostrovy je název korálového atolu ležícího v Jihočínském moři, asi 340 km jihovýchodně od Hongkongu. Je tvořen třemi nízkými ostrovy (Pratas, North Vereker Bank, South Vereker Bank) o celkové rozloze 1,74 km². Ostrovy jsou bez stálého osídlení, ale Čínská republika na Tchaj-wanu na nich udržuje malou vojenskou posádku.
Portugalští mořeplavci souostroví nazvali podle kruhového tvaru Ilhas do Pratas (Talířové ostrovy), čínsky se nazývají Tung-ša Čchün-tao (东沙群岛, Východní písečné ostrovy). V roce 1908 zde začali Japonci těžit guáno, ale po protestu čínské vlády ostrovy vyklidili. Znovu Japonsko Prataské ostrovy obsadilo za druhé světové války, kdy zde zřídilo vojenskou základnu. Čínská republika označuje Prataské ostrovy za své území, řízené jako součást města Kao-siung. Zároveň si však na ně dělá nárok Čínská lidová republika. Tchajwanci vybudovali na ostrově kasárna s letištěm, knihovnou a chrámem bohyně Ma-cu, v roce 1989 vztyčili stélu s nápisem, že atol je jejich majetkem. Nachází se zde i oceánografická výzkumná stanice.
V lednu 2007 byl na území Prataských ostrovů a okolního moře vyhlášen Národní park Atol Tung-ša.

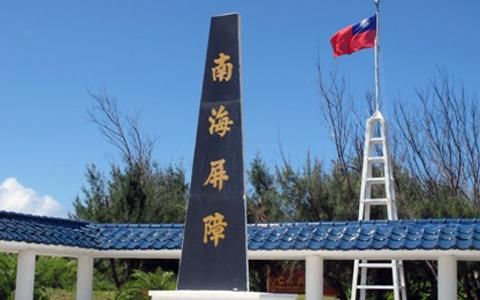
Pomník oznamující tchajwanskou svrchovanost nad ostrovy